# Eugen Blocher
Eugen Blocher (* 28. Dezember 1882 in Münchenstein; † 10. Dezember 1964 in Pully; heimatberechtigt in Schattenhalb und ab 1926 in Basel) war ein Schweizer Jurist und Politiker (SP).

## Leben und Werk

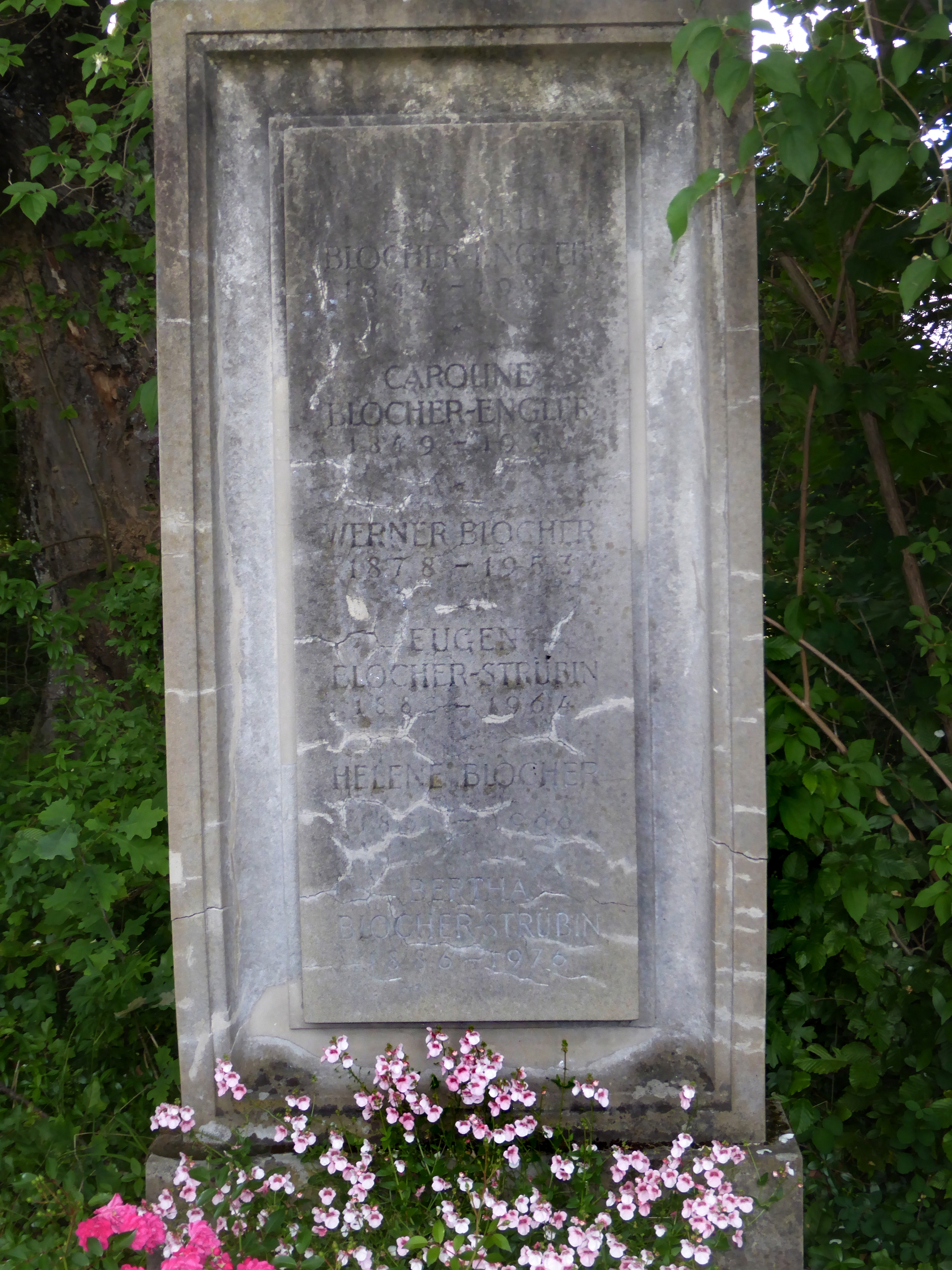
Grab auf dem Wolfgottesacker, Basel.

Eugen Blochers Vater Emanuel Blocher war Fabrikdirektor. Seine Brüder waren Hermann Blocher und Eduard Blocher, der Grossvater von Christoph Blocher.
Er studierte Rechtswissenschaften an den Universitäten Basel und Berlin und promovierte 1905 in Basel. Von 1907 bis 1912 war er Substitut des Zivilgerichtsschreibers. Von 1912 bis 1929 war er Zivilgerichtspräsident und von 1917 bis 1929 Mitglied der Justizkommission des Kantons Basel-Stadt. Von 1929 bis 1952 war Blocher Bundesrichter und in den Jahren 1949 und 1950 Präsident des Schweizer Bundesgerichtes.
Blocher trat 1907 der Sozialdemokratischen Partei bei. In den Jahren 1914 und 1915 war er Präsident der SP des Kantons Basel-Stadt. Nach 1918 kämpfte er gegen einen Beitritt der SP zur Kommunistischen Internationalen. Bei der Spaltung der SP 1920/21 gehörte Blocher dem rechten Parteiflügel an. Er engagierte sich auch in der Abstinenzbewegung – er war Mitglied des Guttemplerordens und des Sozialistischen Abstinentenbundes.
Eugen Blocher war mit Bertha, geborene Strübin (1886–1976) verheiratet. Seine letzte Ruhestätte fand er auf dem Wolfgottesacker in Basel.